# Podredumbre noble

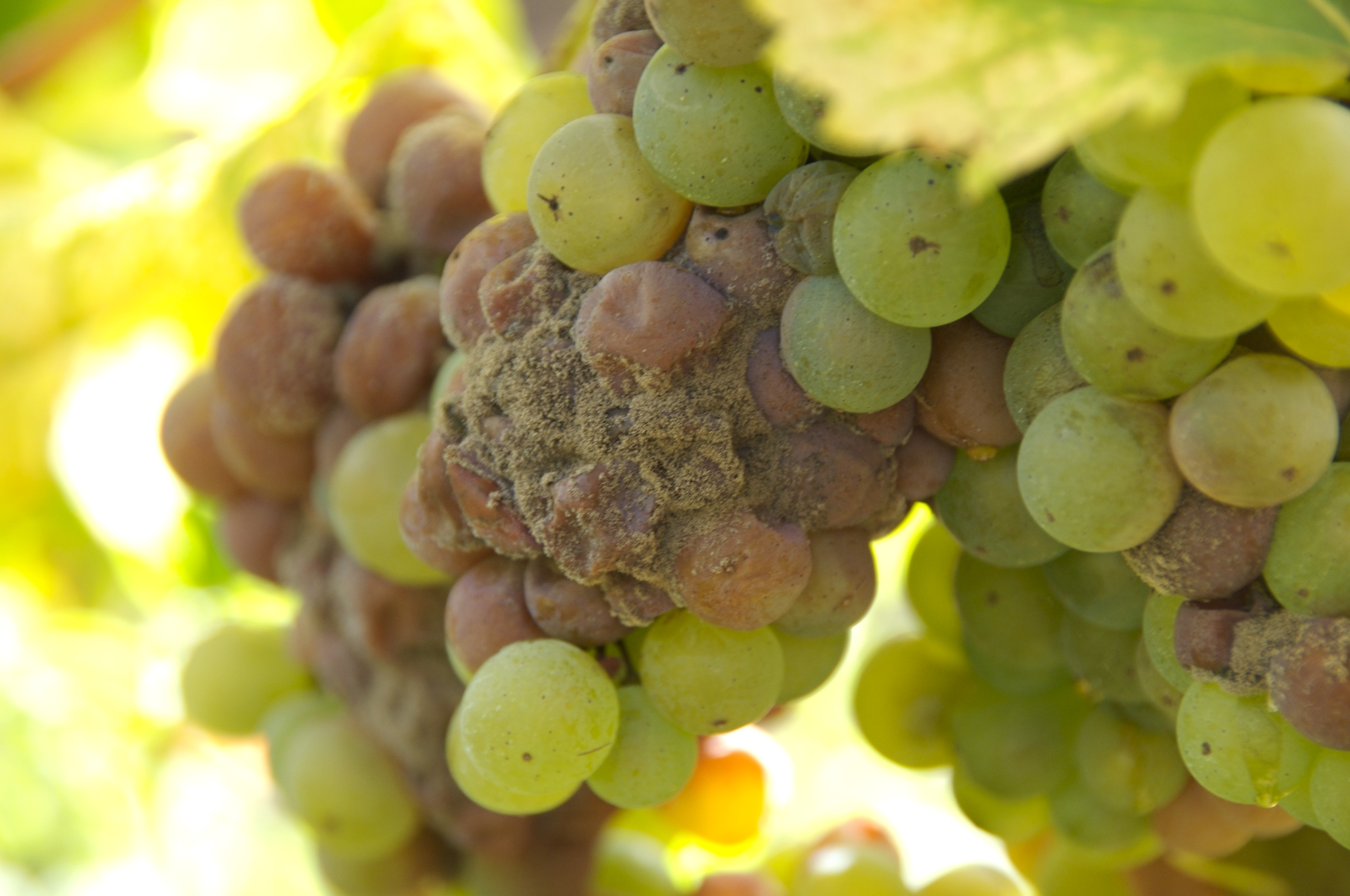
Detalle de uvas afectadas por la podredumbre noble en Sauternes.

La podredumbre noble (en francés: pourriture noble; en alemán: Edelfäule; en inglés: Noble rot) es una infección benévola de un hongo gris, botrytis cinerea, que afecta a veces a las uvas de vinificación. 
La infección por botrytis requiere condiciones húmedas. Dependiendo de la climatología, la infección puede devenir en podredumbre gris o en podredumbre noble. La podredumbre noble se produce cuando uvas ya maduras se infectan de botrytis, y quedan expuestas a condiciones más secas a lo largo del día. Esto las lleva a pasificarse parcialmente. Si, por el contrario, las condiciones después de la infección siguen siendo húmedas, las uvas se amargan y empiezan a descomponerse, produciéndose lo que se conoce como  podredumbre gris, capaz de arruinar cosechas enteras.
Las uvas botrificadas de forma noble pierden mucho contenido en agua al pasificarse, con lo que la concentración de azúcar se aprovecha para producir vino dulce particularmente concentrado. Algunos de los mejores vinos botritizados son recogidos baya a baya en sucesivas tris (palabra francesa que significa "selección").

## Orígenes
Según una leyenda húngara, el primer tokaj aszú (un vino que usa uvas botritificadas) fue elaborado por Laczkó Máté Szepsi en 1630. Sin embargo, ya aparecen menciones a vino hecho de uvas botrificadas en la Nomenklatura de Fabricius Balázs Sziksai que se acabó en 1576. Un inventario recientemente descubierto de aszú antecede a esta referencia por cinco años. Cuando la clasificación del viñedo comenzó en 1730 en la región de Tokaj, uno de los parámetros que se consideraban en relación con los distintos terroir se centraba en su potencial a la hora de desarrollar Botrytis cinerea.
Aunque hay constancia de que las uvas en la localidad francesa de Sauternes (en Burdeos) solían estar afectadas por la botrytis cinerea, y de que para finales del siglo XVII la zona producía vinos dulces, se desconoce si estos vinos era botrificados o no. Se cree que el poco atractivo de un vino producido a partir de uvas podridas podría haber llevado a los productores a ocultar su origen y mantenerlo en secreto. Sólo a partir de la segunda mitad del siglo XVIII, cuando la producción de vino dulce botrificado en Tokaj empezó a ser ampliamente aceptada, se comenzó a hablar abiertamente de la podredumbre noble en el viñedo de Sauternes, cuya reputación pronto se elevó hasta rivalizar la de los vinos dulces de Tokaj. Para finales del XVIII, la reputación de los vinos dulces de Sauternes era internacionalmente reconocida: Thomas Jefferson documentó que después de probar un Château d'Yquem, el presidente George Washington inmediatamente encargó 30 docenas de botellas.

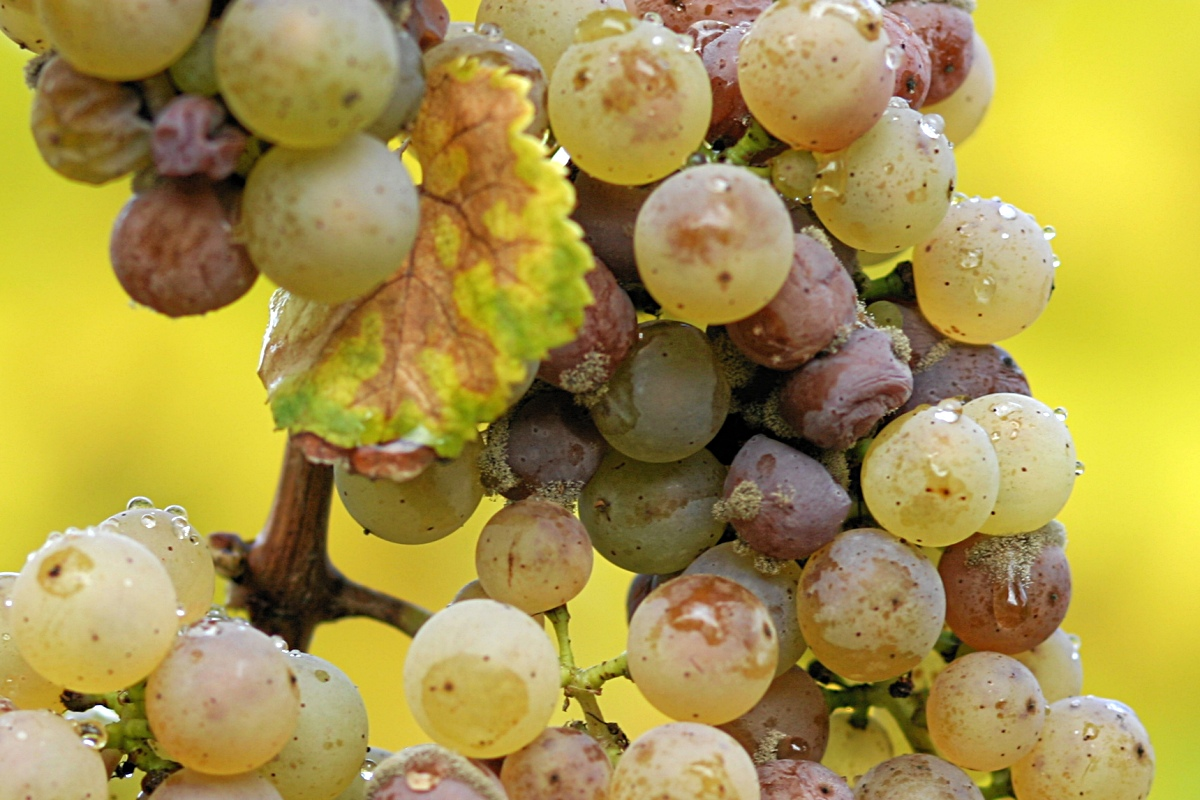
Podredumbre noble en uvas riesling.

Un mito popular es que la práctica se originó de manera independiente en Alemania en 1775, donde los productores de riesling en Schloss Johannisberg (Geisenheim, en la región de Rheingau) tradicionalmente esperaban la orden del propietario de la finca, Heinrich von Bibra, obispo de Fulda, antes de cortar las uvas. En este año (según la leyenda) el mensajero de la abadía fue robado cuando marchaba para entregar el mensaje de empezar la vendimia y se retrasó la cosecha, tiempo suficiente para que surgiera la Botrytis. Se suponía que las uvas no valían nada y se entregaron a los campesinos locales, quienes produjeron un vino sorprendentemente bueno, dulce, que posteriormente fue conocido como Spätlese, o vino de vendimia tardía. En los siguientes años se introdujeron diferentes clases de incrementar la dulzura y el original Spätlese se trabajó más, primero haciendo de él auslese en 1787 y luego eiswein en 1858.

## Viticultura y usos

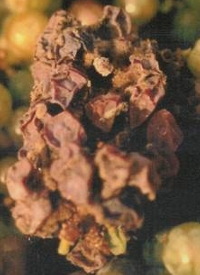
Racimo de uvas botrificadas empleadas en la producción de Trockenbeerenauslese.

La producción de vino botrificado es más difícil y costosa que la de un vino convencional. La producción de los vinos botrificados de mayor calidad suele hacerse en sucesivas tris (selecciones en francés), en las que sólo las uvas suficientemente pasificadas son vendimiadas; las sucesivas tandas o tris pueden extenderse varias semanas. Muchas uvas jamás alcanzan la calidad deseada, con lo que rendimientos por viñedo suelen ser muy bajos. Además, a fin de que se desarrolle la podredumbre noble se requieren condiciones climatológicas específicas que hace que su producción sea arriesgada y muy variable de un año a otro. En algunos casos la inoculación se consigue fumigando las uvas con esporas del hongo, mientras que algunas zonas vinícolas dependen de la inoculación natural a partir de esporas presentes en el medio ambiente.
La región históricamente más asociada con el vino botrificado es la de Tokaj-Hegyalja en Hungría, que es conocida sobre todo por sus vinos Tokaj aszú. Sin embargo, en la actualidad la principal región productora de vino botrificado es Sauternes, en Burdeos (Francia). En Sauternes se produce entre otros el renombrado Château d'Yquem, quizás el vino botrificado más famoso. Los Sauternes son una combinación de uvas sémillon, muscadelle y sauvignon blanc. Otro vino botritizado francés, menos conocido, es el Monbazillac. La segunda zona tradicional productora de vino botrificado de Francia es Vouvray, en el valle del Loira. El vino de Vouvray de estilo liquoreux o moelleux está hecho a partir de uvas chenin blanc, particularmente susceptibles a la infección por Botrytis cinerea; suele resultar en vinos mucho más florales que los Sauternes, con característica acidez. Aunque no es tradicional, ciertos productores de Borgoña y Champagne también han experimentado con la producción de vinos botrificados en los últimos años. Finalmente, la zona vinícola de Alsacia produce vinos botrificados conocidos como Sélection de Grains Nobles a partir de uvas Gewürztraminer, Pinot gris, Riesling y Moscatel; suelen ser vinos mucho más dulces que los de Sauternes, con contenidos de azúcar que llegan a los 294g por litro frente a los 80-120g per litro del Sauternes. Su estilo es similar al de los Beerenauslese alemanes.
De producción muy inferior y precio habitualmente muy alto son el Beerenauslese y el Trockenbeerenauslese, ambos vinos botrificados producidos en Alemania y Austria, habitualmente a partir de uvas Riesling y, en menor medida, uvas Gewürztraminer, Scheurebe, Ortega, Huxelrebe, Welschriesling y  Chardonnay. La principal diferencia entre el Beerenauslese y el Trockenbeerenauslese (habitualmente abreviado TBA) es su concentración de azúcar, inferior para el Beerenauslese que el Trockenbeerenauslese. La producción del Trockenbeerenauslese es particularmente difícil y costosa, poro cuanto requiere que los racimos en vid estén casi completamente pasificados; los rendimientos son por ello muy bajos, y el TBA es particularmente infrecuente en el mercado internacional. Debido a su altísimo contenido en azúcar (frecuentemente doblando el de los vinos de Sauternes), estos vinos tienen un contenido alcohólico muy bajo (inferior al 9% vol, llegando al 5%), y poca acidez.  
Menos conocidos son el italiano Amarone, el rumano Grasă de Cotnari y el austriaco Ausbruch. Dependiendo de las condiciones de las uvas, pueden estar solo mínimamente botritizadas. Los productores de California y Australia también han comenzado a producir vinos dulces botrificados.  En España ha habido algunas añadas de vinos botritizados en los lugares en los que la climatología es propensa a ello, como en Valdeorras o en ciertos albariños de Rías Bajas o en ribeiros.